# Etlaq Spaceport
Etlaq Spaceport is een commerciële lanceerbasis in aanbouw, in de buurt van de Special Economic Zone van Duqm in Oman. Commerciële lanceringen worden verwacht vanaf 2027.

## Geschiedenis
In januari 2023 kondigde de National Aerospace Services Company van Oman (NASCOM) het Etlaq Spaceport-project aan, waarmee Oman zijn intrede deed in de ruimtevaartsector.
In januari 2024 nam Etlaq deel aan de eerste Middle East Space Conference in Oman en kondigde een strategisch partnerschap aan met de Oman Telecommunications Company om de infrastructuur en verbindingen van de lanceerbasis te verbeteren.

## Samenwerking
In juni 2024 ondertekende Etlaq Spaceport, met steun van de Civil Aviation Authority (CAA) van Oman, een Memorandum of Understanding (MoU) met ABL Space Systems.
Op 20 februari 2025 ondertekende het Spaanse PLD Space een overeenkomst om vijf Miura 5 lanceringen uit te voeren vanuit Etlaq Spaceport.

## Lanceringen
In december 2024 vond de lancering van de eerste experimentele raket, genaamd "Duqm-1" vanaf Etlaq Spaceport plaats. De 6,5m hoge Duqm-1 vloog zoals gepland 140km hoog.